# جون بارتليت (سياسي كندي)
جون بارتليت هو سياسي كندي، ولد في عقد 1840، وتوفي في 1925.